# Maple Leaf
A Maple Leaf egy vasúti járat az USA-ban. Az Amtrak üzemelteti 1981 április 26 óta. A legutolsó pénzügyi évben összesen 1 587 354 (2019) utas utazott a járaton, naponta átlagosan 4349 (2019) utasa volt.